# 徐利明
徐利明（1954年2月—），别名徐午，號開心先生、茶亭居士，室名存我閣、昉廬，男，汉族，原籍江苏江都，生于江苏南京，中国书法家，中国书法家协会理事，第十二、十三届全国政协委员。